# Малайзийско-пакистанские отношения
Малайзийско-пакистанские отношения — двусторонние дипломатические отношения между Малайзией и Пакистаном.

## История
У Пакистана дружественные отношения с Малайзией. Оба государства являются членами Организации Исламская конференция и Содружества наций. Подписан ряд торговых и культурных соглашений между двумя странами, согласно которым ввоз и вывоз различных товаров осуществляется на взаимовыгодных (льготных) условиях. Президент и премьер-министр Пакистана, наряду с другими высокопоставленными должностными лицами, посещали Малайзию много раз, также как и малайзийские чиновники прилетали с государственным визитом в Пакистан.

### Разрыв дипломатических отношений 1965 года
В январе-марте 1965 года, Пакистан, действуя в качестве посредника, не смог разрешить Индонезийско-малайзийскую конфронтацию. Затем, Пакистан разорвал все дипломатические отношения с Малайзией 5 октября 1965 года, после того как, Малайзия приняла сторону Индии в Совете Безопасности Организации Объединённых Наций после индо-пакистанской войны 1965 года. Мотивируя поддержку Малайзией — Индии, премьер-министр Тунку Абдул Рахман сказал: «Для Малайзии международные связи более важны, чем религиозные».

## Торговые связи
Малайзия и Пакистан подписали соглашение о свободной торговле, известное как: Malaysia-Pakistan Closer Economic Partnership Agreement (MPCEPA) в январе 2008 года.

## Транспортное сообщение
Пакистан и Малайзия связаны воздушным сообщением. Пакистанские Международные авиалинии и Malaysia Airlines совершают еженедельные рейсы между Карачи и Куала-Лумпуром.